# Trevor Ringland
 Trevor Maxwell Ringland, est né le 13 novembre 1959 à Belfast. C’est un ancien joueur de rugby à XV qui a évolué avec l'équipe d'Irlande au poste de trois quart aile.

## Carrière
Il a disputé son premier test match, le 21 novembre 1981 contre l'équipe d'Australie. Son dernier test match fut contre l'équipe d'Angleterre, le 19 mars 1988.
Ringland a disputé quatre matchs de la coupe du monde 1987.
Il a disputé un test match avec les Lions britanniques, en 1983.

## Palmarès
- 34 sélections en équipe nationale (+ 2 non officielles)
- Sélections par années : 1 en 1981, 3 en 1982, 4 en 1983, 5 en 1984, 4 en 1985, 5 en 1986, 8 en 1987, 4 en 1988
- Tournois des Cinq Nations disputés: 1982, 1983, 1984, 1985, 1986, 1987, 1988
- Vainqueur du tournoi des cinq nations en 1982, 1983 et 1985